# Ålagyl, Blekinge
Ålagyl är en sjö i Ronneby kommun i Blekinge och ingår i Bräkneån-Mieåns kustområde.